# Абалах (озеро)
Абала́х — термокарстовое солёное озеро в бальнеогологической курортной местности в Мегино-Кангаласском улусе Якутии, в 100 км к востоку от Якутска. Бессточное. Входит в особо охраняемые природные территории с 16 августа 1994 года (реогранизовано в 1996) как уникальное региональное озеро.
Средняя температура в январе −43 °C, в июле 19 °C. В год выпадает около 200 мм осадков, в основном, летом. Основные природные лечебные факторы озера — сульфидная иловая грязь и хлоридно-гидрокарбонатная натриевая рапа. Высота над уровнем моря — 159 м.
Площадь водной поверхности — 2,18 км², глубина воды составляет 0,4-1,4 м.
До середины 1950-х годов на озере Абалах действовал санаторий. Позже была построена грязелечебница. В ней применялись грязевые аппликации и рапные ванны для лечения заболеваний опорно-двигательного аппарата, нервной системы и гинекологических болезней. В 1974 году лечебница была перенесена в посёлок Нижний Бестях, а затем преобразована в больницу.